# Светлое будущее (фильм)
«Светлое будущее» (англ. A Better Tomorrow, ютп. Ying hung boon sik — «Настоящие цвета героя») — гонконгский кинофильм режиссёра Джона Ву, романтическая криминальная лента о сложных взаимоотношениях двух братьев — влиятельного мафиози и полицейского инспектора. Лидер проката 1986 года в Китае. Занимает второе место в списке 100 лучших китайских фильмов по версии Hong Kong Film Award. Первый фильм Джона Ву, сделанный в жанре «героического кровопролития», оказавший большое влияние на его распространение и на дальнейшее развитие гонконгского кинематографа в целом. Фильм приобрел необыкновенную популярность в Гонконге, и в 1987 году тем же режиссёром к нему был снят сиквел — «Светлое будущее 2: Ураганный огонь», а в 1989 — приквел «Светлое будущее 3: Любовь и смерть в Сайгоне», только режиссёром на этот раз выступил Цуй Харк, продюсер первых двух частей.
Фильм частично основан на фильме «Полицейский, воротила, отчаянная молодёжь» 1979 года выпуска, элементы сюжета которого были переосмыслены для этого фильма.. Имеет схожий сюжет, где братья оказываются на обеих сторонах По сути фильм является ремейком болливудского фильма «Стена»

## Сюжет
Сунг Цзе-Хо и Марк Ли — лучшие друзья и одни из самых уважаемых членов мафиозной организации. Им поручают самые важные сделки, связанные с распространением фальшивых американских банкнот. У Хо есть младший брат — Сунг Цзе-Кит, который стремится стать офицером полиции. Отец Хо, зная о преступной карьере сына, просит его завязать с криминалом ради брата. Хо решает совершить последнюю сделку и выполнить просьбу отца, тем более, что Кит уже заканчивает полицейскую академию и скоро станет настоящим офицером.
Хо отправляется в Тайвань и берёт с собой молодого члена организации — Шинга, чтобы устроить ему проверку. Во время сделки Хо интуитивно чувствует подставу и оказывается прав — получив деньги, тайваньская банда открывает по его людям огонь. В итоге Шингу и раненому Хо удаётся сбежать. Но их окружает местная полиция и Хо приказывает Шингу бежать, а сам сдаётся.
Марк, прочитав об аресте друга, находит главаря тайваньской банды и его телохранителей, чтобы отомстить. Начинается перестрелка, в которой Марка серьёзно ранят в ногу, но ему всё равно удаётся расправиться с бандой. Примерно в это же время Джеки — девушка Кита, приходит к нему домой, чтобы присмотреть за отцом. Она случайно оставляет дверь открытой и в дом проникает убийца. Кит возвращается вовремя и завязывается драка, в которой Кит побеждает, но это стоит его отцу жизни. Умирая, он просит Кита простить Хо за то, что он бандит.
Проходит три года. Хо выходит из тюрьмы с твёрдым намерением начать новую жизнь. Но Кит не прощает его и бьёт, в итоге Хо приходится уйти. Он устраивается на работу в таксопарк, где все работники когда-то сидели в тюрьме. Он навещает Марка и видит, что тот стал инвалидом. Он с трудом передвигает ноги и теперь уже не большой человек в мафии, а прислужник, открывающий двери.
Все попытки Хо помирится с братом кончаются неудачей, Кит упорно винит его в смерти отца. Ситуация осложняется тем, что Киту перестают доверять в полиции из-за родства с бандитом. Кит стремится доказать обратное и решает поймать Шинга, который теперь стал боссом мафии. После эмоциональной встречи Хо и Марка, они сидят в баре и вспоминают прошлое. К ним подсаживается Шинг и предлагает снова участвовать в делах организации, но друзья отвечают ему отказом. Кит становится свидетелем этой сцены и начинает преследовать Шинга.
Скоро Джеки празднует день рождения, и Хо предпринимает очередную попытку увидеться с братом. Он предупреждает его не связываться с Шингом, но Кит не слушает. Хо остаётся только уйти, но на пороге его догоняет Джеки и обещает, что сделает всё, чтобы братья помирились. Кит упорно преследует Шинга и однажды попадает в засаду, где его ранят. Потом люди Шинга избивают Марка и нападают на таксопарк, где работает Хо. Друзья спасаются от преследователей вдали от города, и Марк уговаривает Хо отомстить Шингу.
Друзья совершают налёт на базу мафии и забирают важную плёнку, имея которую можно посадить всю организацию за решётку. Они назначают Шингу встречу, чтобы обменять плёнку на деньги. На самом деле Хо передаёт плёнку Джеки, чтобы та отдала её Киту ровно в 9 часов. Во время встречи друзьям удаётся взять Шинга в заложники и, прикрываясь им, они идут в порт, чтобы уплыть на катере с деньгами. Хо просит Марка плыть одного, он нехотя соглашается. В это время к порту подъезжает Кит и люди Шинга берут его в заложники. Хо предлагает обмен.
В итоге начинается кровавая перестрелка. Кит и Хо на время объединяют свои силы и отстреливаются от людей Шинга. В это время Марк понимает, что не может бросить друга и разворачивает катер обратно. Втроём они убивают множество противников, но Хо ранят. Марк обвиняет Кита в том, что он не прощает брата даже тогда, когда он искупил свои ошибки кровью. Произнося эмоциональную речь, он поворачивается спиной к врагам, и Шинг пользуется этим, убивая Марка. Хо и Кит стреляют с новой силой, и в итоге все люди Шинга лежат мёртвые. В этот момент порт окружает полиция, и Шинг заявляет, что сдаётся, зная, что у Хо нет патронов, а честный полицейский Кит не посмеет убить его. Но Кит протягивает брату револьвер, и Хо стреляет Шингу в голову, а затем защёлкивает на себе наручники. Примирившиеся братья выходят навстречу окружившим порт полицейским.

## Актёры
- Чоу Юньфат — Марк
- Ти Лун — Хо
- Лесли Чун — Кит
- Эмили Чу — Джеки
- Уэйз Ли — Шинг
- Джон Ву — Инспектор Ву